# Bogavići
Bogavići ili Bogovići (na popisu 1961.) su naseljeno mjesto u općini Foča, Republika Srpska, BiH. 
Godine 1962. pripojeno im je naselje Gubera (Sl.list NRBiH, br.47/62).

## Stanovništvo
| Narod     | Popis 1961. | Popis 1971. | Popis 1981. | Popis 1991. |
| --------- | ----------- | ----------- | ----------- | ----------- |
| Hrvati    |             |             |             |             |
| Muslimani |             |             |             |             |
| Srbi      | 97          | 151         | 138         | 81          |
| ostali    |             |             |             | 1           |
| Ukupno    | 97          | 151         | 138         | 82          |